# カーリット (企業)
株式会社カーリット（英語表記 Carlit Co., Ltd.）は、日本カーリット株式会社などを傘下に持つ持株会社。旧社名はカーリットホールディングス株式会社。
東京証券取引所プライム市場に上場しており、証券コードは4275。
2013年以降は研究体制を日本カーリット株式会社からカーリットホールディングス株式会社へ移している。
カーリットホールディングスは「化学品事業」「ボトリング事業」「産業用部材事業」「エンジニアリングサービス事業」の4つの事業部門を展開している。

## 概要

### 化学品事業
化薬分野においては、産業用爆薬、自動車用緊急保安炎筒、高速道路用信号焔管の製造・販売。煙火関連の製造・販売。
受託評価分野においては、危険性評価試験、電池試験の受託評価。
化成品分野においては、紙パルプ漂白用塩素酸ナトリウム、繊維漂白用亜塩素酸ナトリウム、ロケットの固体推進薬原料用過塩素酸アンモニウム等の製造・販売。
電子材料分野においては、コンデンサ・キャパシタ用電解液、イオン導電材料等の製造・販売。
セラミック材料分野においては、研削材、研磨材の加工・販売。
その他合成樹脂材料の販売を行っている。

### ボトリング事業
お茶やコーヒー系飲料の受託製造を行っている。

### 産業用部材事業
半導体用シリコンウェーハ、耐火・耐熱金物、ばね・座金製品の製造・販売を行っている。

### エンジニアリングサービス事業
化学・プラント設備・建築物等のエンジニアリング・工事管理、工業用塗料販売・塗装工事、上下水道・排水処理施設・建築の設計・監理を行っている。

## 沿革

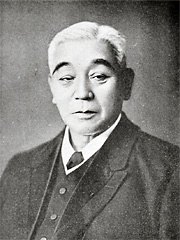
浅野総一郎

- 浅野総一郎1918年 浅野財閥の浅野総一郎がカーリット爆薬（スウェーデン・カーリット社からライセンス供与）の製造に着手
- 1919年（大正8年） - 横浜市保土ケ谷区仏向町に保土ヶ谷工場を建設
- 1928年（昭和3年） - 佐久発電所（現・東京電力佐久発電所）を建設
- 1934年（昭和9年）- 浅野カーリット株式会社を創立。資本金は150万円。群馬県渋川市に工場建設。
- 1939年（昭和14年）- 研削材「サクランダム」の製造・販売開始
- 1945年（昭和20年） - 社名を関東電気工業株式会社へ改称
- 1946年（昭和21年） - 発炎筒の製造・販売開始
- 1949年（昭和24年） - 東京証券取引所に上場
- 1951年（昭和26年） - 社名を日本カーリット株式会社へと改称
- 1953年（昭和28年） - 繊維用漂白剤「シルブライト」の製造・販売開始
- 1954年（昭和29年） - 広桃水力発電所を建設
- 1955年（昭和30年）8月2日 - 保土ケ谷工場で爆発事故。従業員ら21人が死亡、19人が重軽傷。工場10数棟が損壊。さらに同工場では1958年1月14日にも、2人死亡、15人が重軽傷を負う爆発事故が発生した[1]。
- 1962年（昭和37年） - 「硝安油剤爆薬」の製造・販売開始
- 1964年（昭和39年） - ロケットの固体推進薬原料としての「過塩素酸アンモニウム」の製造・販売開始
- 1966年（昭和41年） - 緊急保安炎筒 「ハイフレヤー」の製造・販売開始
- 1971年（昭和46年） - 高速道路用信号焔管「ロードフレヤー」の製造・販売開始
- 1975年（昭和50年） - 次亜塩素酸ソーダ電解発生装置「ハイポセル」の製造・販売開始
- 1983年（昭和58年） - 金属電極「エクセロード」の製造・販売開始
- 1985年（昭和60年） - 有機導電材「TCNQ錯体」の製造・販売開始
- 1990年（平成2年） - 導電性高分子の世界初の実用化に成功し、電気化学会技術賞・棚橋賞を受賞
- 1991年（平成3年）- ジェーシービバレッジ株式会社を設立し、ボトリング事業を開始
- 1994年（平成6年） - 株式会社シリコンテクノロジーを設立し、半導体用のシリコンウェーハの製造・販売を行う
- 1995年（平成7年） - 保土ヶ谷工場から群馬県赤城工場へ移転
- 1999年（平成11年） - ISO9001認証取得
- 2001年（平成13年） - ISO14001認証取得
- 2007年（平成19年） - 電離圏の観測を 目的とした「LES」（リチウムガス噴出装置） の実験を開始
- 2010年（平成22年） - ジェーシービバレッジ改めジェーシーボトリング株式会社を設立。佳里多（上海）貿易有限公司を設立。
- 2012年（平成24年） - 工業用塗料、塗装設備販売を行う富士商事株式会社、耐火耐熱金物の製造・販売を行う並田機工株式会社へ資本参加
- 2013年（平成25年）
  - 9月 - 本社を東京都千代田区神田和泉町から現在地に移転
  - 10月1日 - 単独株式移転により、持株会社としてカーリットホールディングス株式会社を設立。日本カーリット株式会社は同社の完全子会社となる。上下水道・排水処理施設等の設計を行う株式会社総合設計へ資本参加。日本カーリット群馬工場に電池試験所を設立。
- 2014年（平成26年） - 自動車及び建設機械向け各種スプリングの製造・販売を行う東洋発條工業株式会社へ資本参加
- 2015年（平成27年） - 合成樹脂原料の販売を行う三協実業株式会社へ資本参加
- 2018年（平成30年） - 創業100周年を迎える
- 2024年（令和6年） 
  - 7月1日 - カーリットホールディングスの商号を株式会社カーリットに変更[2]。
  - 10月1日 - 株式会社カーリットが日本カーリット株式会社と株式会社シリコンテクノロジーを吸収合併する予定[2]。

## 関連会社
- 日本カーリット株式会社
- 三協実業株式会社
- 佳里多(上海)貿易有限公司
- Carlit Singapore Pte.Ltd.
- ジェーシーボトリング株式会社
- 株式会社シリコンテクノロジー
- 並田機工株式会社
- 株式会社西山フィルター
- アジア技研株式会社
- 東洋発條工業株式会社
- カーリット産業株式会社
- 富士商事株式会社
- 株式会社総合設計
- 株式会社エスディーネットワーク